# 夏懋學
夏懋學，字力庸，廣東海阳人，明朝政治人物，同进士出身。

## 生平
懋學少聪颖，登萬曆三十一年（1603年）癸卯舉人，四十七年（1619年）登己未科进士，大理寺觀政，授浙江海寧縣知縣，謫順天府知事，撻魏璫悍竪，幾遭不测。尋擢順天府推官，襄助修德陵，崇祯元年特擢户部主事，三年降行人司副，四年升大理寺右寺副，升户部员外郎，升福建司郎中，在部數年，請假歸。家居，聞甲申變，慟哭，尋卒，赠光禄寺少卿。

## 家族
曾祖夏奇。祖父夏建中，嘉靖庚子舉人，知建平縣，從平張璉之亂，擢横州知州，時稱循吏。父夏宏，隆慶庚午舉人，詔安知縣，學者稱銘乾先生。三世俱祀鄉賢。